# Меттау
Меттау (нем. Mettaу) — населённый пункт в Швейцарии, входит в состав коммуны Меттауерталь округа Лауфенбург в кантоне Аргау.
Население составляет 307 человек (на 31 декабря 2007 года). Официальный код — 4171.
До 2009 года был самостоятельной коммуной. С 1 января 2010 года объединён с коммунами Эцген, Оберхофен, Виль и Хотвиль в новую коммуну Меттауерталь.